# Provincia de Lai Châu
Lai Chau (en vietnamita: Lai Châu) es una de las provincias que conforman la organización territorial de la República Socialista de Vietnam.

## Geografía
Lai Chau se localiza en la región de la Costa del Noroeste (Tây Bắc). La provincia mencionada posee una extensión de territorio que abarca una superficie de 9.059,4 kilómetros cuadrados.

## Demografía
La población de esta división administrativa es de 314.200 personas (según las cifras del censo realizado en el año 2005). Estos datos arrojan que la densidad poblacional de esta provincia es de 34,68 habitantes por cada kilómetro cuadrado.
- Datos: Q36409
- Multimedia: Lai Chau / Q36409